# Макс Бок
Макс Бок (Max Bock; 23 жовтня 1878, Бреслау, Німецька імперія — 12 листопада 1945, Брест-Литовськ, БРСР) — німецький воєначальник, генерал піхоти вермахту (1 грудня 1940). Кавалер Німецького хреста в сріблі.

## Біографія
29 серпня 1898 року вступив в Імперську армію. Учасник Першої світової війни. 15 червня 1921 року вийшов у відставку. 1 січня 1935 року вступив в рейхсвер. З 1 квітня 1937 року — командир 11-ї піхотної дивізії. Учасник Польської кампанії. З 23 жовтня 1939 року — командувач 20-м військовим округом. 30 квітня 1943 року звільнений у відставку. 1 вересня 1945 року заарештований радянською окупаційною владою. Помер під час депортації.

## Нагороди
Отримав численні нагороди, серед яких:
- Хрест «За вислугу років» (Пруссія)
- Залізний хрест 2-го і 1-го класу
- Королівський орден дому Гогенцоллернів, лицарський хрест з мечами
- Почесний хрест ветерана війни з мечами
- Медаль «За вислугу років у Вермахті» 4-го, 3-го, 2-го і 1-го класу (25 років)
- Застібка до Залізного хреста 2-го і 1-го класу
- Хрест Воєнних заслуг 2-го і 1-го класу з мечами
- Німецький хрест в сріблі (30 квітня 1943)